# دوري آيسلندا الممتاز 1944
دوري آيسلندا الممتاز 1944 (بالآيسلندية: Efsta deild karla í knattspyrnu 1944) هو الموسم 33 من  دوري آيسلندا الممتاز. كان عدد الأندية المشاركة فيه  4، وفاز فيه نادي فالور.